# Maria de Clèves
Maria de Cléves, po mężu de Condé (ur. 1553, zm. 30 października 1574) – pierwsza żona księcia Condé, Henryka I. 

## Życiorys
Była najmłodszą córką Franciszka I de Cléves, księcia de Nevers i hrabiego Rethel, i jego żony Małgorzaty de Burbon, córki Karola IV de Burbon-Vendôme. Jej starszym bratem był Franciszek II de Clèves, a siostrami Henrietta de Clèves (przyjaciółka Margot de Valois i jedna z bohaterek powieści Królowa Margot) i Katarzyna de Clèves (żona Henryka I, księcia de Guise). 
W czerwcu 1571 w Blandy, Maria poślubiła księcia Condé. Przed 1574 została metresą Henryka, brata królewskiego, ówczesnego księcia Andegawenii. Kiedy w 1574 Henryk został królem Francji jako Henryk III, chciał rozwieść Marię z mężem i ożenić się z nią, ale nie zdążył zrealizować planu, ponieważ Maria zmarła z powodu komplikacji poporodowych. Z małżeństwa Marii i Henryka I Burbon-Condé pochodziła córka Katarzyna (1574–1595), zmarła w panieństwie markiza d'Isles.
Jej mąż ożenił się ponownie z Charlottą de La Trémoille, a Henryk III po kilku miesiącach żałoby ożenił się z Ludwiką Lotaryńską.